# Walking on a Flashlight Beam
Walking on a Flashlight Beam is het vierde studioalbum van Lunatic Soul. De muziekgroep bestaat ten tijde van de opnamen nog maar uit twee man. Opnamen vonden plaats gedurende de periode oktober 2013 tot en met juni 2014 in de Serakos geluidsstudio in Warschau. De album handelt over depressieve mensen, die zich uit de samenleving hebben teruggetrokken en in hun "eigen wereld" proberen te overleven. In die droomwereld zijn ze in staat om over een lichtstraal te lopen. De muziek is een mengeling van progressieve rock, ambientinvloeden met repeterende thema’s. Het album geldt als prequel op de eerste drie albums van Lunatic Soul.

## Musici
- Mariusz Duda – alle muziekinstrumenten
- Wawryniec Dramowicz – slagwerk

## Muziek
| Nr. | Titel                        | Duur  |
| --- | ---------------------------- | ----- |
| 1.  | Shutting out the sun         | 8:39  |
| 2.  | Cold                         | 6:58  |
| 3.  | Gutter                       | 8:42  |
| 4.  | Stars sellotaped             | 1:34  |
| 5.  | The fear within              | 7:10  |
| 6.  | Treehouse                    | 5:31  |
| 7.  | Pygmalion’s ladder           | 12:02 |
| 8.  | Sky drawn in crayon          | 4:58  |
| 9.  | Walking on a flashlight beam | 8:11  |